# Bismarckeiche (Oberkotzau)

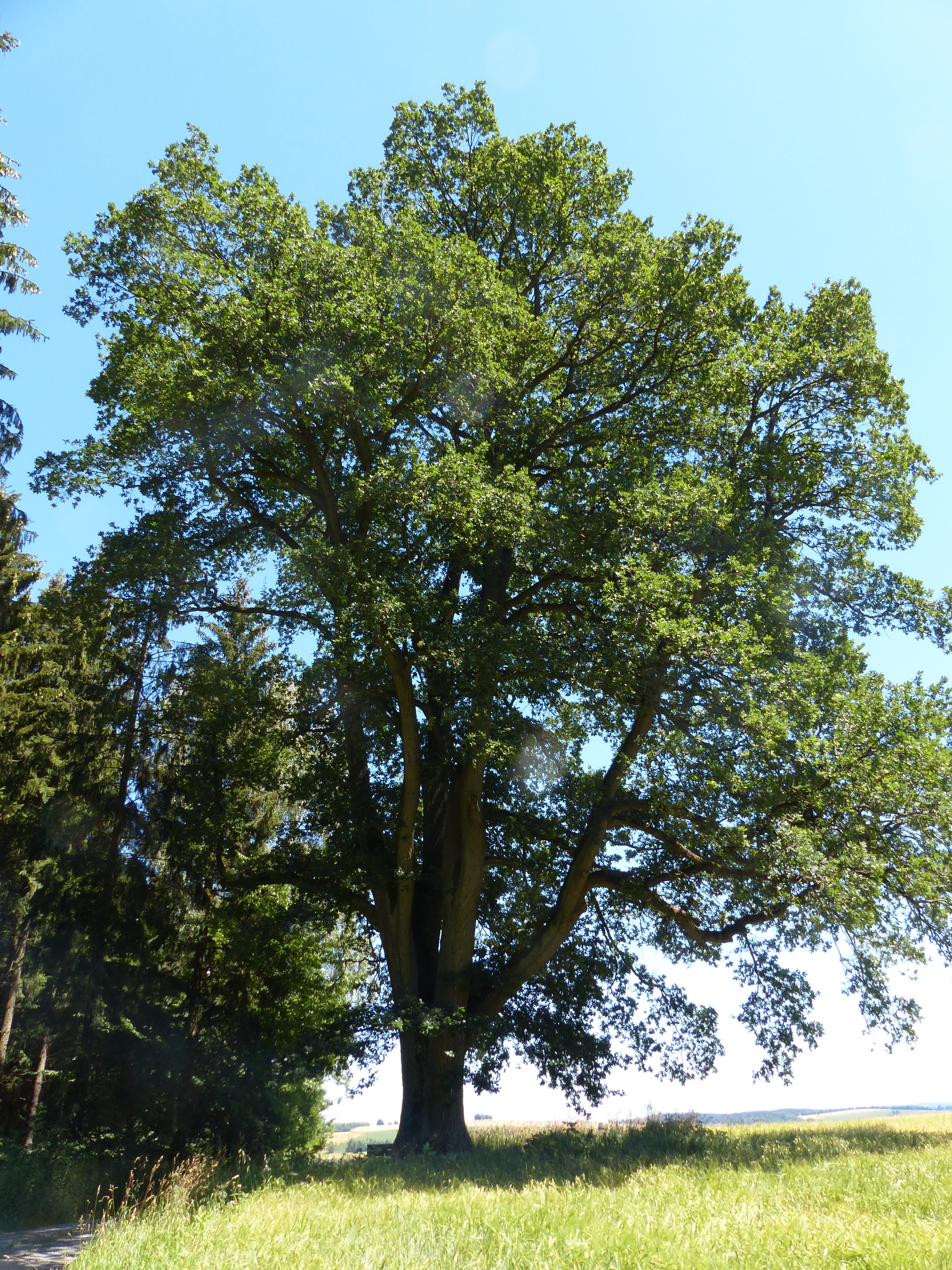
Bismarckeiche 2018

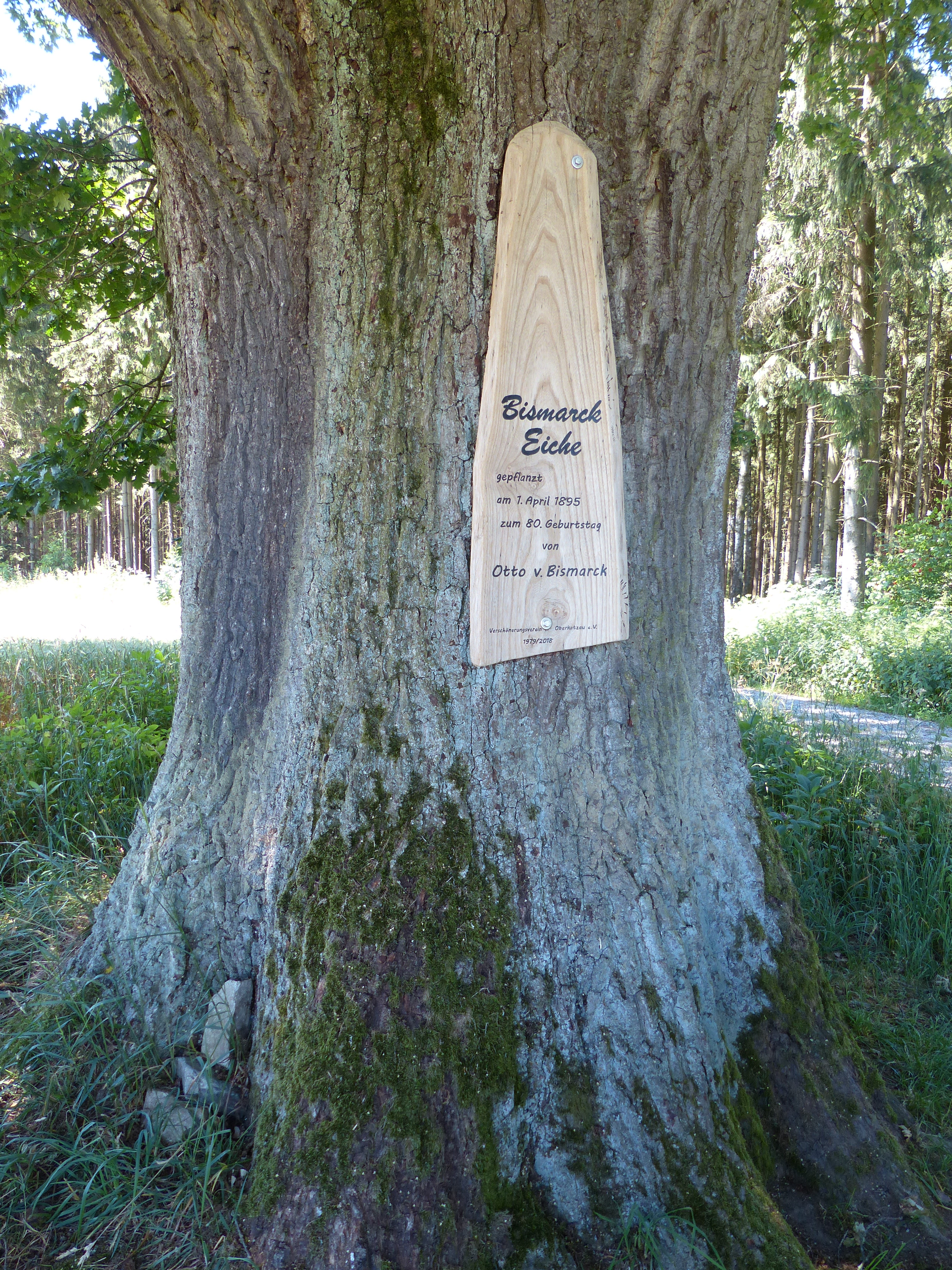
Stamm mit Beschilderung

Die Bismarckeiche bei Oberkotzau ist ein Naturdenkmal am Untreusee im oberfränkischen Landkreis Hof.
Die Eiche wurde am 1. April 1895 zum 80. Geburtstag von Otto von Bismarck vom Oberkotzauer Privatier Schödel gepflanzt. Sie befindet sich am Eppenreuther Weg auf dem Schaumberg zwischen dem Untreusee und Oberkotzau. Der Baum steht dort am Waldrand.
Im Jahr 1932 sollte der Baum gefällt werden, der Feldnachbar beschwerte sich über den ausladenden Baum, dessen Schatten das Wachstum der Feldfrüchte beeinträchtige. Der Besitzer weigerte sich mit der Begründung, mit der Entfernung nicht denselben Fehler wie Wilhelm II. begehen zu wollen. 1952 und 1953 wurden von Unbekannten insgesamt sieben starke Äste abgesägt. Unter Landrat Heinz Schulze wurde die Bismarckeiche dann im Oktober 1953 unter Naturschutz (siehe auch Liste der Naturdenkmäler im Landkreis Hof) gestellt.
Der Umfang des Stammes betrug 2018 4,66 Meter, die Eiche war damit die Gewinnerin des Wettbewerbs auf der Suche nach der „dicksten“ Eiche im Landkreis. Der Umfang betrug 1952 2,70 Meter und 1995 4,00 Meter.
In Sichtweite am Weg aus Richtung „Am Wendler“ befindet sich mit einer Linde im Feld das zweite Naturdenkmal im Gemeindegebiet von Oberkotzau. Das dritte Naturdenkmal und Geotop ist der aufgelassene Eklogitsteinbruch oberhalb von Fattigau. 